# Ню метъл
Ню метъл според някои определения е вълна, а според други е стил в музиката (наричан още нео метъл и агро(тек) метъл). Като музикален жанр се оформя в средата на 1990-те години.
Огромно влияние му оказват грънджът и алтърнатив метълът, но също така и рапът, електронната музика и по-голяма част от метъл жанровете като траш и груув метълът.

## Популярни групи
Пионери на стила са Korn и Deftones, като впоследствие сцената е залята от групи, които копират по един или друг начин звученето им. Ниско настроените китари, свирещи няколко запомнящи се акорда, често без сола, плюс вмъкването на семпли, скречове и рап-повлияни вокали, се оказват успешна комбинация и групи като Limp Bizkit, Coal Chamber, Disturbed, P.O.D., Hed PE, Linkin Park и Papa Roach скоро се налагат като лидери в жанра, докато Slipknot експериментират с ню метъла в брутална траш/хардкор насока. Някои определят ню метъла като смесване стилове — модерен метъл с много различни влияния. В повечето случаи групите са повлияни от хип-хоп културата. Интересно е, че има групи, които въобще не отговарят на тези критерии, но въпреки това са наричани „ню метъл“. Затова някои критици отхвърлят ню метъла като стил и казват, че това е вълна от групи появили се горе-долу по едно и също време, но с малко прилики помежду си.
Групата System of a Down и вокалистът Серж Танкян също принадлежат към изпълнителите на ню-метъл, но музиката им е по-скоро алтернативен метъл.

### Отзвук в България
Около 2000 година ню метълът става доста популярен и в България. Много хора, които харесват стария метъл започват да ненавиждат стила не заради самата музика, а заради културата, която той носи със себе си. Ню метълът започва да се върти и по MTV, което трудно се възприема от някои хора. Според някои това е просто вълна и като всяка вълна и тази започва да отмира, но стилът продължава да съществува и още се радва на добра популярност.